# Hirata
Hirata (平田市 -shi) é uma cidade japonesa localizada na província de Shimane.
Em 2003, a cidade tinha uma população estimada em 28 506 habitantes e uma densidade populacional de 200,68 h/km². Tem uma área total de 142,05 km².
Recebeu o estatuto de cidade a 1 de Janeiro de 1955.